# Фріц Фабріціус
Фріц Фабріціус (нім. Fritz Fabricius; 18 травня 1919, Вільгельмсгафен — 24 лютого 2006, Гаттінген) — німецький військовий льотчик і підводник, капітан-лейтенант крігсмаріне.

## Біографія
9 жовтня 1937 року вступив на флот. З 1 грудня 1939 року служив на лінкорі «Гнайзенау». 29 квітня 1940 року відряджений в морську авіацію, пройшов курс бортового льотчика. З жовтня 1940 року — бортовий льотчик запасної групи морської авіації, з січня 1941 по 23 червня 1943 року — 1-ї ескадрильї 196-ї групи бортової авіації. З 4 липня по 29 серпня 1943 року пройшов курс підводника, з 1 лютого по 27 березня 1944 року — курс командира підводного човна. З квітня 1944 року — офіцер роти 7-го морського навчального дивізіону в Лютьєнгольмі. З 21 липня по 30 вересня 1944 року — командир підводного човна U-637, після чого був переданий в розпорядження 1-ї навчальної флотилії підводних човнів. В лютому 1945 року направлений на будівництво U-1028, яке так і не було завершене. 9 травня 1945 року взятий в полон британськими військами. 17 серпня 1945 року звільнений.

## Звання
- Кандидат в офіцери (9 жовтня 1937)
- Морський кадет (28 червня 1938)
- Фенріх-цур-зее (1 квітня 1939)
- Оберфенріх-цур-зее (1 березня 1940)
- Лейтенант-цур-зее (1 травня 1940)
- Оберлейтенант-цур-зее (1 квітня 1942)
- Капітан-лейтенант (1 січня 1945)

## Нагороди
- Залізний хрест 2-го класу (грудень 1940)
- Комбінований Знак Пілот-Спостерігач (1941)
- Авіаційна планка розвідника в бронзі (1941)